# Далья
Далья, в верховьях Далда — река в России, протекает по Афанасьевскому району Кировской области. Устье реки находится в 42 км по правому берегу реки Колыч. Длина реки составляет 17 км.
Исток реки на Верхнекамской возвышенности на границе с Пермским краем в 14 км северо-восточнее деревни Архипята (Ичетовкинское сельское поселение) и в 32 км северо-восточнее посёлка Афанасьево. Генеральное направление течения — юго-запад, всё течение проходит по ненаселёному лесу. Притоки — Липовка, Никулинка (правые). Впадает в Колыч ниже деревни Боринская (Ичетовкинское сельское поселение).

## Данные водного реестра
По данным государственного водного реестра России относится к Камскому бассейновому округу, водохозяйственный участок реки — Кама от истока до водомерного поста у села Бондюг, речной подбассейн реки — бассейны притоков Камы до впадения Белой. Речной бассейн реки — Кама.
Код объекта в государственном водном реестре — 10010100112111100000375.